# Bhāratīya Saśastra Sēnāēṃ
Bhāratīya Saśastra Sēnāēṃ (Devanagari: भारतीय सशस्त्र सेनाएं) - Indian Armed Forces in inglese, sono le forze armate dell'India. Le forze armate indiane costituiscono il 4° esercito più potente del mondo.

## Struttura e obiettivi
Sono costituite da:
- Bhāratīya Thalsēnā - Indian Army: l'esercito di terra
- Bhāratīya Nāu Senā - Indian Navy: la marina militare
  - Indian Coast Guard: la guardia costiera
- Bhāratīya Vāyu Senā - Indian Air Force: l'aeronautica militare
- Inter-Services Institutions - istituzioni interforze:
  - National Defence College
  - National Defence Academy
  - Defence Service Staff College
  - National Cadet Corps
  - Armed Forces Medical College
  - Resettlement and Welfare of Ex Servicemen

Il Comandante in capo è de jure il presidente dell'India in carica (oggi Droupadi Murmu) mentre l'amministrazione è affidata al Ministero della difesa.